# Jack McQuillan
John „Jack“ McQuillan (* 30. August 1920 in Ballyforan, County Roscommon; † 8. März 1998 in Bray, County Wicklow) war ein irischer Politiker, der für mehrere Parteien als Abgeordneter (Teachta Dála) im Unterhaus (Dáil Éireann) und im Oberhaus (Seanad Éireann) des Oireachtas saß.

## Biografie
McQuillan war ab 1939 bei den irischen Streitkräften als Lieutenant aktiv. Er war ein talentierter Sportler. Mit dem Roscommon County Team gewann er in den Jahren 1943 und 1944 im Gaelic Football das All-Ireland Senior Football-Finale. 
Er kandidierte erstmals bei den Wahlen 1948 für die Clann na Poblachta im Wahlkreis Roscommon und wurde gewählt. Nach dem Rücktritt von Noel Browne verließ er die Clann na Poblachta und trat nachfolgend als unabhängiger Kandidat an. Er konnte bei den Wahlen 1951, 1954 und 1957 erfolgreich seinen Sitz verteidigen. 
1958 gehörte er zu den Mitgründern der National Progressive Democrats und wurde für diese bei den Unterhauswahlen 1961 wiederum zum Abgeordneten gewählt. Nachdem die National Progressive Democrats wieder aufgelöst wurden, trat er 1965 erfolglos als Kandidat der Labour Party an, verlor aber seinen Sitz. Er wurde aber über die Verwaltungsliste in den Seanad Éireann gewählt. 1969 trat er nicht mehr zu den Wahlen an und blieb noch bis 1974 Mitglied des Roscommon County Council. Ab 1966 war er als Gewerkschaftssekretär tätig. In den 1970er Jahren lebte er lange Zeit in spanischen Alicante und in Paris.
Er trat in die 1977 gegründete Socialist Labour Party ein, verließ diese jedoch schon bald wieder und ging zurück zur Labour Party. 
McQuillan war mit Angela verheiratet, mit der er eine Tochter hatte.